# 凱爾門半島

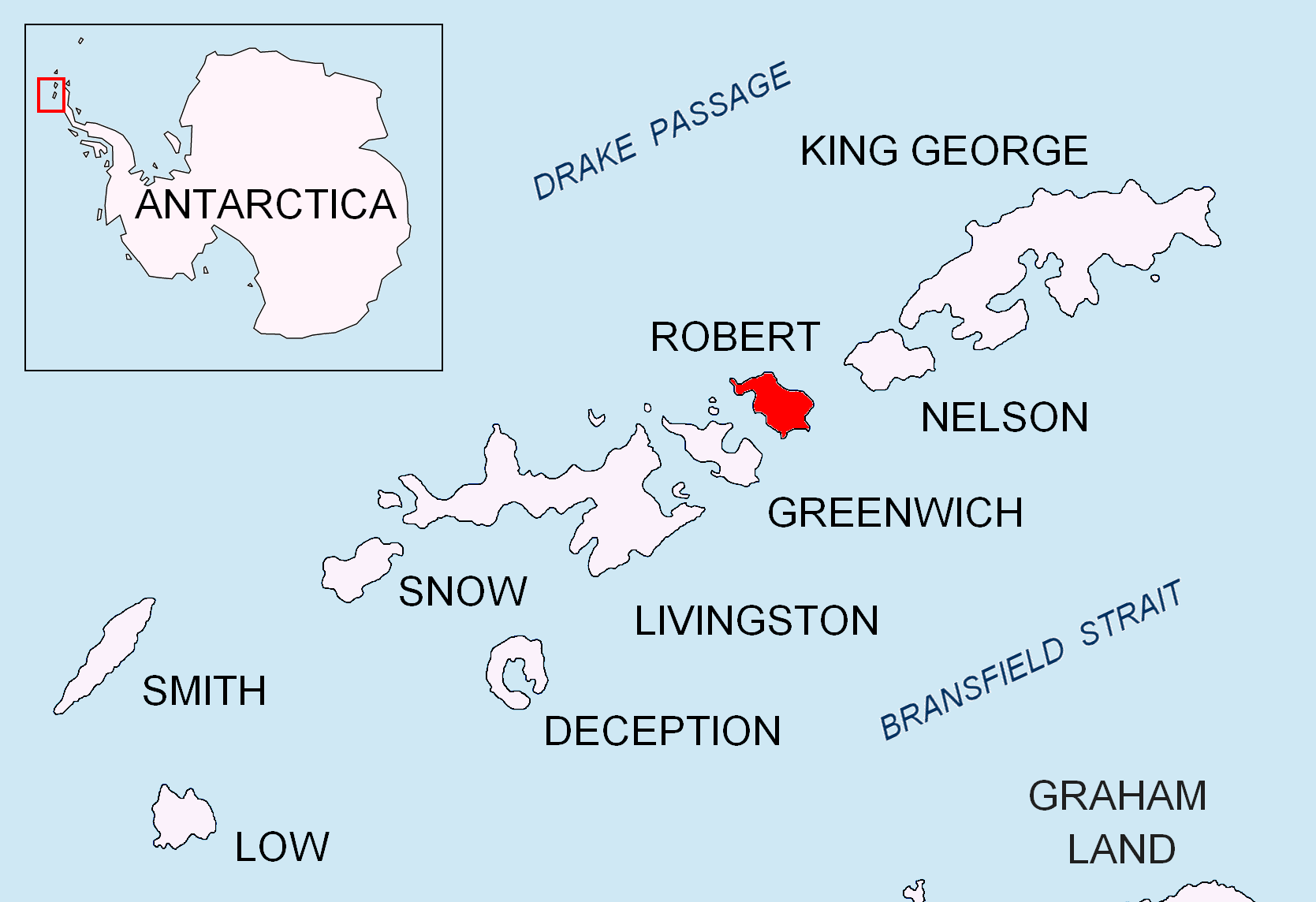

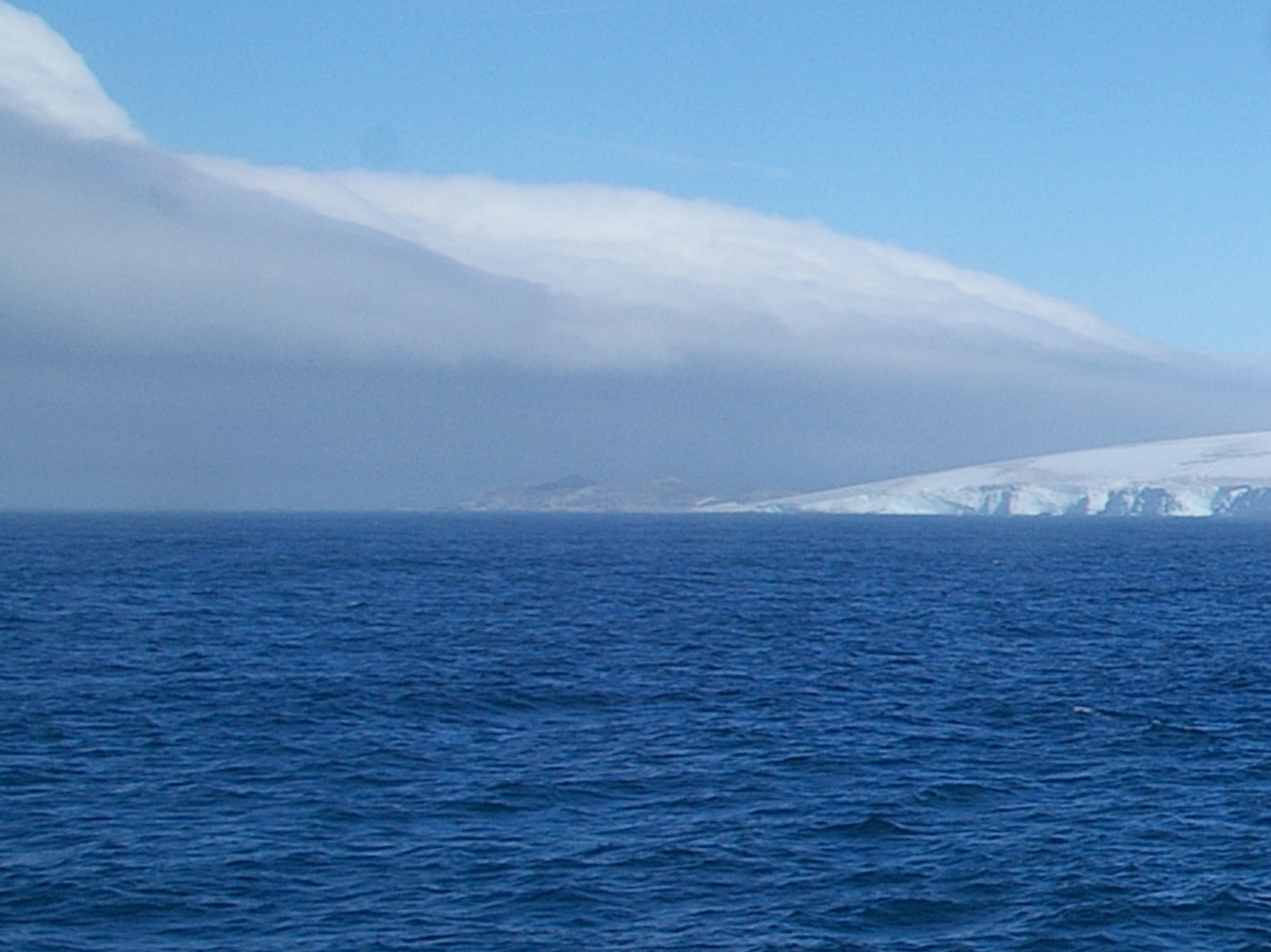

凱爾門半島（英語：Kermen Peninsula）是南極洲的半島，位於南設得蘭群島中羅伯特島最南端，長1.5公里，東南面是布蘭斯菲爾德海峽，該半島以保加利亞東南部的城鎮命名。

## 外部連結
- SCAR Composite Gazetteer of Antarctica（页面存档备份，存于）.

62°27′13″S 59°30′00″W / 62.45361°S 59.50000°W